# هپی توگدر (تاک شو)
هپی توگدر (به کره‌ای: 해피투게더; RR: Haepitugedeo) یک تاک شو کره جنوبی است که اولین بار در ۸ نوامبر ۲۰۰۱ از کی‌بی‌اس۲ پخش شد. این محبوب‌ترین برنامه در کی‌بی‌اس از ۲۰۰۲-۲۰۰۳ بود و در دو فصل دیگر نیز موفقیت خود را ادامه داد. در حال حاضر، هپی توگدر همچنان به عنوان یکی از محبوب‌ترین برنامه‌ها در شبکه‌های آزاد کره‌ای قرار دارد که هر پنجشنبه ساعت ۲۳:۰۵ (کی‌اس‌تی) به طور منظم پخش می‌شود. این برنامه در سومین فصل خود در ۷ ژوئیه ۲۰۱۱، قسمت ۲۰۰ خود را جشن گرفت.